# Krzysztof Krawiec
Krzysztof Krawiec (ur. 11 maja 1970 w Poznaniu) – polski inżynier informatyk, profesor nauk technicznych. Specjalizuje się w systemach wspomagania decyzji, obliczeniach ewolucyjnych, algorytmach ewolucyjnych, programowaniu genetycznym, uczeniu maszynowym oraz rozpoznawaniu obrazów. Profesor nadzwyczajny w Zakładzie Inteligentnych Systemów Wspomagania Decyzji Wydziału Informatyki Politechniki Poznańskiej.

## Życiorys
Studia ukończył na Politechnice Poznańskiej, gdzie następnie został zatrudniony. Stopień doktorski uzyskał w 2000 roku na podstawie pracy pt. Konstruktywna indukcja cech we wspomaganiu decyzji na podstawie informacji obrazowej, przygotowanej pod kierunkiem prof. Romana Słowińskiego. Habilitował się na podstawie dorobku naukowego i rozprawy pt. Evolutionary feature programming. Cooperative learning for knowledge discovery and computer vision. W okresie wrzesień 2013-luty 2014 odbył semestralną wizytę naukową w Massachusetts Institute of Technology. Tytuł naukowy profesora nauk technicznych uzyskał w 2017. Stypendysta Programu Fulbrighta.
Współautor (wraz z J. Stefanowskim) podręcznika pt. Uczenie maszynowe i sieci neuronowe (wydanie drugie, wyd. PP 2004, ISBN 83-7143-455-3) oraz książki Evolutionary Synthesis of Pattern Recognition Systems (wraz z Bir Bhanu i Lin Yingqiang, wyd. Springer 2005, ISBN 978-0-387-21295-1). W 2016 opublikował książkę Behavioral Program Synthesis with Genetic Programming (wyd. Springer, ISBN 978-3-319-27563-5). Artykuły publikował w takich czasopismach jak m.in. „Computational Intelligence", „Genetic Programming and Evolvable Machines", „Pattern Recognition Letters" oraz „Artificial Intelligence in Medicine".